# 姉小路 (和宮の大叔母)
姉小路（あねのこうじ、文化7年2月12日（1810年3月16日） - 明治13年（1880年）8月9日）は、幕末の大奥の上臈御年寄。
諱は勝子。小上臈の時はいよ（伊与子）と称し、大奥を退いた後は勝光院（しょうこういん）と称した。

## 人物
父は橋本実誠。兄に橋本実久、妹に水戸藩老女・花野井がいる。和宮の生母である観行院（橋本経子）の叔母にあたる。第11代将軍・徳川家斉から第12代将軍・徳川家慶の治世の間、大奥に君臨した。
将軍家の縁組に関しては姉小路が独断で差配していたとされ、後の第13代将軍・徳川家定の正室・篤姫の輿入れに際しても、当初は大奥側の担当者として島津家との交渉を行っていた。
一方で政敵への陰謀の画策や天保の改革の妨害を試みるなど、政権運営にも影響力を及ぼした。

## 生涯

### 徳川家斉時代
姉小路は、文政9年（1826年）3月、17歳で江戸に下向、大奥に入った。文政11年（1828年）6月6日、小上臈しんとして第11代将軍・徳川家斉の娘・和姫付き女中となり、10月4日上臈年寄に昇格し庭田と改める。和姫と長州藩世子・毛利斉広との縁組が文政6年に決まっていたので、姉小路の下向は、和姫輿入れの際の上臈年寄となるためと考えられる。
翌文政12年（1829年）11月、和姫が毛利斉広に輿入れするのに従って、毛利家の桜田上屋敷に移った。しかし、文政13年（1830年）7月、和姫は入輿から1年と経たず死去したため、11月に御付女中たちは江戸城に戻った。その後、将軍付となるに際し再び小上臈となったようで、天保2年（1831年）正月元旦条に将軍・家斉付の小上臈いよの名が確認できる。

### 徳川家慶時代
天保7年（1836年）9月4日、西の丸に移り将軍世子・家慶付の上臈御年寄となり、姉小路の名を拝領した。翌天保8年（1837年）9月、家慶が将軍に就任すると、姉小路も将軍付上臈御年寄となって本丸大奥に入り、権勢を振るうようになる。
姉小路は表の人事にも口を出し、大名家の婚姻・養子縁組の斡旋を行ったため、大名からの大奥への内願の窓口となり、『旧事諮問録』によると、金銀が入れられた菓子折りが部屋に積まれていたという。公家の女子が就くことが多い上臈御年寄は、地位は高いものの権力を持たないことが多いが、姉小路は例外的に絶大な権勢を持ったため、家慶と閨を共にしたとの説もあり、当時の江戸市中でもその風聞が流れていたという。
天保15年（1844年）に姉小路が食していた天ぷらが原因で火事を起こし、本丸を全焼させてしまう。この火事は、奥女中が数百人死亡するという大惨事となった。姉小路は広大院付の上臈御年寄・梅渓に罪をなすり付けた。梅渓のその後は知られていない。
姉小路は、妹・花野井が水戸藩老女となっていたことから、第9代水戸藩主・徳川斉昭としばしば直接に文通を行い、その内容は『新伊勢物語』に記されている。嘉永3年（1850年）7月から8月にかけては、将軍家慶の養女として大奥に入った線姫（幟子女王）の縁組み問題について、書状で激しい遣り取りを交わしている。

### 大奥引退後
嘉永6年（1853年）、家慶が死去すると落飾、勝光院と号して上臈御年寄を退き、隠居した。隠居先は、長州藩毛利家下屋敷麻布龍土邸であった。宿元は、毛利讃岐守（長門清末藩主毛利家）。引退したとはいえ、政治的発言力は保っており、しばしば大奥に出入りしていた。
公武合体の一環として第14代将軍・徳川家茂の御台所に兄・実久の孫娘・和宮を迎える政策が浮上すると、勝光院は和宮の降嫁受諾を橋本家や姪の観行院（和宮の母）に何度も要求したという。幕府や天璋院の内命を受けて、自ら京都に赴き、橋本実麗や観行院を説得したり、賄賂を使って裏工作に奔走したりした。また、和宮降嫁後、大奥で御所風と武家風の対立が激化すると、その調停にも努めた。
慶応2年（1866年）12月9日、家茂死去により行われた和宮の薙髪式のため、江戸城に登城、和宮の髪先を削ぐ役目を担った。これ以降の動向については、一次史料に見られなくなり、詳細ははっきりしない。
明治13年（1880年）8月9日、死去。墓所は増上寺山内の松蓮社。

## 登場作品

### テレビドラマ
- 大奥（1968年・関西テレビ） - 演：河原崎しづ江
- 和宮様御留（1981年・フジテレビ） - 演：三益愛子
- 大奥（1983年・関西テレビ） - 演：近松麗江
- 和宮様御留（1991年・テレビ朝日） - 演：宝生あやこ
- 大奥（2003年・フジテレビ） - 演：とよた真帆

### 小説
- 天保図録（松本清張）
- 続 徳川の夫人たち（吉屋信子）
- 和宮様御留（有吉佐和子）
- 妻女たちの幕末 ―大奥の最高権力者 姉小路の実像―（穂高健一）